# Your Dark Side
Your Dark Side (dt: „Deine dunkle Seite“) ist das einzige Studioalbum der deutschen Pop-Rock-Band Nu Pagadi, das von Polydor am 3. Januar 2005 veröffentlicht wurde. Das Album erreichte Platz eins der deutschen Charts, Rang fünf in Österreich und Position sechs in der Schweiz. Nu Pagadi waren zuvor als Sieger aus der vierten Staffel der ProSieben-Castingshow Popstars hervorgegangen.

## Produktion
Die Stücke auf Your Dark Side entstammen der Feder verschiedener Komponisten. Neben den Popstars-Jury-Mitgliedern Uwe Fahrenkrog-Petersen und Lukas Hilbert, die fast die Hälfte der Songs schrieben, wurden auch Lieder von unter anderem Dee Mullen, Jonas Jeberg, Kiko Masbaum, Michelle Leonard, dem unter dem Kürzel R.G. firmierenden Rea Garvey, Sam Tyson und Steve van Velvet herangezogen. Mit Flesh for Fantasy findet sich zudem ein Billy-Idol-Cover auf Your Dark Side.
Fahrenkrog-Petersen und Hilbert produzierten bis auf zwei Titel, für die Frank Johnes und Tom Remm verantwortlich zeichneten, das ganze Album.

## Titelliste
| Nr. | Titel                               | Dauer | Komponisten                                                          | Produzenten                            |
| --- | ----------------------------------- | ----- | -------------------------------------------------------------------- | -------------------------------------- |
| 1   | Moonlight Pogo                      | 2:58  | Peter Agren, Jonas Jeberg, Nicolai Steen                             | Uwe Fahrenkrog-Petersen, Lukas Hilbert |
| 2   | Sweetest Poison (Single-Version)    | 3:42  | Uwe Fahrenkrog-Petersen, Lukas Hilbert, Rea Garvey                   | Uwe Fahrenkrog-Petersen, Lukas Hilbert |
| 3   | Scratching the Ceiling of the World | 3:46  | Peter Agren, Anders Lennartsson                                      | Uwe Fahrenkrog-Petersen, Lukas Hilbert |
| 4   | Hellfire                            | 3:36  | Uwe Fahrenkrog-Petersen, Lukas Hilbert                               | Uwe Fahrenkrog-Petersen, Lukas Hilbert |
| 5   | Falling Again                       | 3:44  | Fredrik Björk, Per Eklund, Tony Malm                                 | Uwe Fahrenkrog-Petersen, Lukas Hilbert |
| 6   | Flesh for Fantasy                   | 4:40  | Billy Idol, Steve Stevens                                            | Uwe Fahrenkrog-Petersen, Lukas Hilbert |
| 7   | Long Way                            | 3:53  | Uwe Fahrenkrog-Petersen, Lukas Hilbert                               | Uwe Fahrenkrog-Petersen, Lukas Hilbert |
| 8   | Virus                               | 3:03  | Lukas Hilbert, Dee Mullen, Sam Tyson, Michelle Leonard, Kiko Masbaum | Uwe Fahrenkrog-Petersen, Lukas Hilbert |
| 9   | Your Dark Side                      | 4:40  | Uwe Fahrenkrog-Petersen, Lukas Hilbert, Rea Garvey                   | Uwe Fahrenkrog-Petersen, Lukas Hilbert |
| 10  | Queen of Pain                       | 3:38  | Steve van Velvet, Renan Gerodolle, Alexandre Lessertisseur           | Frank Johnes, Tom Remm                 |
| 11  | No Love Inside                      | 4:20  | Steve van Velvet, Frank Johnes, Tom Remm                             | Frank Johnes, Tom Remm                 |
| 12  | Dying Words                         | 6:21  | Uwe Fahrenkrog-Petersen, Lukas Hilbert, Rea Garvey                   | Uwe Fahrenkrog-Petersen, Lukas Hilbert |
| 13  | Sweetest Poison (Electromix)        | 5:55  | Uwe Fahrenkrog-Petersen, Lukas Hilbert, Rea Garvey                   | Uwe Fahrenkrog-Petersen, Lukas Hilbert |

## Artwork und Coverdesign
Die Fotos im Booklet stammen von Helge Strauss, Claudia Macia konzipierte das Artwork. Alle Songtexte sind im Booklet abgedruckt. Das Albumcover zog Diskussionen nach sich, da darauf alle vier Bandmitglieder sich nackt räkelnd abgebildet sind.

## Singleauskopplungen

### Sweetest Poison
Als Debütsingle von Nu Pagadi entschied man sich für Sweetest Poison, dass am 13. Dezember 2004 erschien. Das Lied erreichte direkt Platz eins in Deutschland, Österreich und in der Schweiz. In Österreich hielt sich das Stück 17 Wochen in der Hitparade. Die Regie beim Videodreh führte Oliver Sommer.
| ChartsChartplatzierungen | Höchstplatzierung | Wochen |
| ------------------------ | ----------------- | ------ |
| Deutschland (GfK)        | 1 (14 Wo.)        | 14     |
| Österreich (Ö3)          | 1 (17 Wo.)        | 17     |
| Schweiz (IFPI)           | 1 (12 Wo.)        | 12     |

### Dying Words
Dying Words erschien als zweite und letzte Single der Band am 20. Februar 2005. Der Song erreichte Platz 22 in den deutschen Singlecharts und hielt sich dort neun Wochen. In Österreich und in der Schweiz belegte die Single die Plätze 36, bzw. 47 und konnte sich dort jeweils fünf Wochen platzieren.
Beim Videodreh führte Christian G. Schulz einen Tag lang in Berlin die Regie. Aufgenommen wurden alle Szenen vom Kameramann Henning Stirner. Die ausführende Produktionsfirma war die Pop-House GbR.
| ChartsChartplatzierungen | Höchstplatzierung | Wochen |
| ------------------------ | ----------------- | ------ |
| Deutschland (GfK)        | 22 (9 Wo.)        | 9      |
| Österreich (Ö3)          | 36 (5 Wo.)        | 5      |
| Schweiz (IFPI)           | 47 (5 Wo.)        | 5      |